# К новой свободе: Либертарианский манифест
К новой свободе: Либертарианский манифест (1973; второе издание 1978; третье издание 1985) — книга американского экономиста и историка Мюррея Ротбарда, в которой автор популяризирует анархо-капитализм. Эта работа оказала влияние на современную либертарианскую мысль и на часть «новых правых».

## Краткое содержание
Ротбард выступает за анархо-капитализм, разновидность безгосударственного либертарианства. Ротбард прослеживает интеллектуальные истоки либертарианства до классических либеральных философов Джона Локка и Адама Смита и до Американской революции. Он утверждает, что современное либертарианство возникло не как реакция на социализм или левизну, а как реакция на консерватизм. Ротбард рассматривает право самопринадлежности и принцип гомстеда как установление полного набора принципов либертарианской системы.
Ядром либертарианства, пишет Ротбард, является принцип ненападения: «ни один человек или группа людей не может совершать агрессию против личности или собственности кого-либо другого». Он утверждает, что хотя этот принцип почти повсеместно применяется к частным лицам и учреждениям, правительство считается выше общего морального закона и поэтому не обязано следовать этому принципу.
Ротбард пытается развеять представление о том, что либертарианство представляет собой разновидность или ответвление либерализма или консерватизма, или что его кажущиеся правыми взгляды на экономическую политику и левые взгляды на социальную и внешнюю политику противоречат друг другу.

## Оценка
Автор-объективист Питер Шварц критиковал взгляды Ротбарда, изложенные в книге «К новой свободе», написав, что, как и другие либертарианцы, Ротбард не заботится ни о «стремлении к свободе, ни об осуществлении разума» и поддерживает только «уничтожение правительства и привитие антигосударственной враждебности». Шварц утверждал, что Ротбард ошибочно считал государство «преступным по своей природе». Либертарианский автор Том Г. Палмер в 1997 году отметил, что «К новой свободе» «даёт хороший обзор либертарианского мировоззрения, хотя главы, посвящённые вопросам государственной политики и организованному либертарианскому движению, уже несколько устарели». Автор-либертарианец Дэвид Боаз пишет, что «К новой свободе» вместе с книгой Роберта Нозика «Анархия, государство и утопия» (1974) и эссе Айн Рэнд по политической философии «определили „жёсткую“ версию современного либертарианства, которая, по сути, заново сформулировала закон Спенсера о равной свободе: Каждый человек волен делать то, что желает, если не нарушает при этом равную свободу любого другого человека». Британский философ Тед Хондерич пишет, что анархо-либертарианство Ротбарда послужило основой для «одной мессианской части Новых правых».
В книге «Радикалы за капитализм» (2007) журналист Брайан Доэрти пишет о «К новой свободе»: «Эта книга стремилась синтезировать в сжатой форме экономические, исторические, философские и политические элементы концепции Ротбарда… Книга задумывалась как учебник и манифест, поэтому Ротбард вместил в неё столько своей общей теории свободы, сколько смог… Ротбард затрагивает более жёсткие анархо-капиталистические вещи, но вставляет их так плавно, что многие читатели могут и не заметить, что этот „либертарианский манифест“ пропагандирует анархизм».

## История изданий
В 2006 году Институт Людвига фон Мизеса выпустил новое издание в твёрдом переплёте, с новым введением Лью Рокуэлла. Также были выпущены переводы на испанский, итальянский и португальский языки.
Английский
- Институт Людвига фон Мизеса. 2006. Твёрдый переплет. ISBN 0-945466-47-1
- Fox & Wilkes[англ.]. 1989. Мягкая обложка. ISBN 0-930073-02-9
- Rowman & Littlefield. Мягкая обложка. 1986. ISBN 0-8191-4981-0
- Libertarian Review Foundation[англ.], New York, 1985, 1989 2-я печать. ISBN 0-930073-02-9
- Пересмотренное издание, Collier Books, 1978. Мягкая обложка
- Collier Macmillan. 1973. Твёрдый переплёт. ISBN 0-02-605300-4

Испанский
- Hacia una Nueva Libertad: El Manifiesto Libertario. Grito Sagrado. 2006. Мягкая обложка. ISBN 987-1239-01-7

Итальянский
- 2004 Per una nuova libertà. Liberilibri[итал.], Macerata. 2004. Мягкая обложка. ISBN 88-85140-27-0
- 1996 Per una nuova libertà. Liberilibri, Macerata. 1996. Мягкая обложка.

Португальский
- Por Uma Nova Liberdade O Manifesto Libertário. Instituto Ludwig von Mises do Brasil[исп.]. 2013. Мягкая обложка. ISBN 978-85-8119-060-0

Украинский
- Ротбард, Мюрей. До нової свободи. Лібертаріанський маніфест / пер. з англ. Олександр Гросман, ред. Володимир Золотарьов, К. : Інститут вільної економіки, Wellbooks, 2023. — 420 c.